# Паспорт громадянина Сан-Марино
Паспорт громадянина Сан-Марино — документ, що видається громадянам Республіки Сан-Марино для здійснення поїздок за кордон.
Паспорт видається громадянам Сан-Марино за наказом Капітанів-регентів та Державним секретаріатом закордонних та політичних справ. Паспорт може отримати й особа без громадянства будь-якої держави в разі засвідченого проживання на території країни.
Паспорт для дорослих дійсний 10 років, за переоформлення збирається мито.
Отримання паспорту регулюється Законом 16 червня 2004 року №79, виданим Капітанами-регентами Паоло Болліні та Маріно Ріккарді, а також підписаним Державним секретарем закордонних справ  Лорісом Франчині.
Громадянство Сан-Марино набувається за народженням у разі, якщо обидва батьки є громадянами країни, а також, коли вони невідомі або апатриди та дитина народилася на території Сан-Марино. У разі, якщо лише один з батьків має громадянство, то при досягенні дитиною 18-річчя обидва батьки мають перейти в громадянство Сан-Марино для отримання громадянства дитиною.
Натуралізація громадян інших держав проводиться за рішенням Генеральної рада Сан-Марино, прийнятим двома третинами голосів. Умовою набуття громадянства є проживання в державі принаймні 30 років та відмова від громадянства інших держав.